# Lista över fornlämningar i Strömstads kommun
Lista över fornlämningar i Strömstads kommun är en förteckning av ett urval av de fornlämningar som finns i Strömstads kommun.

## Hogdal
Se Lista över fornlämningar i Strömstads kommun (Hogdal)

## Lommeland
Se Lista över fornlämningar i Strömstads kommun (Lommeland)

## Näsinge
Se Lista över fornlämningar i Strömstads kommun (Näsinge)

## Skee
Se Lista över fornlämningar i Strömstads kommun (Skee, stensättningar)
Se Lista över fornlämningar i Strömstads kommun (Skee, övriga)

## Strömstad
| Namn                           | Lämningstyp        | Tillkomsttid | Historisk indelning | Plats | Läge                 | ID-nr          | Bild                                 |
| ------------------------------ | ------------------ | ------------ | ------------------- | ----- | -------------------- | -------------- | ------------------------------------ |
| Strömstad 2:1                  | Fornborg           |              | Strömstad, Bohuslän |       | 58.934180, 11.191948 | 10160100020001 | Ladda upp en bild av detta fornminne |
| Strömstad 3:1                  | Röse               |              | Strömstad, Bohuslän |       | 58.927952, 11.172876 | 10160100030001 | Ladda upp en bild av detta fornminne |
| Strömstad 5:1                  | Begravningsplats   |              | Strömstad, Bohuslän |       | 58.946472, 11.174972 | 10160100050001 | Ladda upp en bild av detta fornminne |
| Strömstad 19                   | Stadsvall/stadsmur |              | Strömstad, Bohuslän |       | 58.936631, 11.176947 | 12000000001906 | Ladda upp en bild av detta fornminne |
| Hiertas batteri (Strömstad 24) | Stridsvärn         |              | Strömstad, Bohuslän |       | 58.932645, 11.170900 | 12000000110602 | Ladda upp en bild av detta fornminne |

## Tjärnö
Se Lista över fornlämningar i Strömstads kommun (Tjärnö)